# Lynn Blenckers
Lynn Blenckers (* 9. September 1994 in Vierlingsbeek) ist eine niederländische Volleyballspielerin. Die Mittelblockerin wurde in ihrer Heimat Pokalsiegerin und Vizemeisterin, bevor sie nach Aachen wechselte. Ab 2020 spielt sie beim französischen Verein Saint-Raphaël Var.

## Karriere
Blenckers begann ihre Karriere beim VC Avanche und spielte anschließend bei Somas Activia. 2012 ging sie zu Summa Peelpush. Von 2015 bis 2018 spielte die Mittelblockerin bei den Flynth Flamingos. 2018 wechselte sie zum belgischen Erstligisten Hermes Volleys Ostende. Mit Oostende gewann sie in der Saison 2018/19 den nationalen Pokal und wurde Vizemeisterin. Außerdem spielte sie im Challenge Cup. Anschließend wurde sie erstmals in die niederländische Nationalmannschaft berufen. 2019 wurde Blenckers vom deutschen Bundesligisten Ladies in Black Aachen verpflichtet. In der Saison 2019/20 kam sie mit Aachen jeweils ins Viertelfinale des DVV-Pokals und des europäischen Challenge Cups. Als die Bundesliga-Saison kurz vor den Playoffs abgebrochen wurde, standen die Ladies in Black auf dem siebten Tabellenplatz. In der Saison 2020/21 spielt Blenckers für Saint-Raphaël Var.